# Empresa de servicios públicos
Una empresa de utilidad pública (normalmente solo una empresa de servicios públicos) es una organización que mantiene la infraestructura para un servicio público (a menudo también proporciona un servicio utilizando esa infraestructura). Los servicios públicos están sujetos a formas de control y regulación pública que van desde grupos comunitarios locales hasta monopolios estatales.
El término servicios públicos también puede referirse al conjunto de servicios prestados por estas organizaciones consumidas por el público: electricidad, gas natural, agua, alcantarillado, teléfono y transporte. Los servicios de Internet de banda ancha (tanto fijos como móviles) se incluyen cada vez más en la definición.

## Estados Unidos
En Estados Unidos, los servicios públicos son a menudo monopolios naturales porque la infraestructura necesaria para producir y entregar un producto como electricidad o agua es muy cara de construir y mantener.
Como resultado, a menudo son monopolios del gobierno, o si son de propiedad privada, los sectores están especialmente regulados por una comisión de servicios públicos. El primer servicio público en los Estados Unidos fue un molino de carbón en Mother Brook en Dedham, Massachusetts.
Los avances tecnológicos han erosionado algunos de los aspectos de monopolio natural de los servicios públicos tradicionales. Por ejemplo, generación de energía eléctrica, comercialización de energía eléctrica, telecomunicación, algunos tipos de transporte público y correo postal se han vuelto competitivos en algunos países y la tendencia hacia la liberalización, desregulación y privatización de los servicios públicos está creciendo. Sin embargo, la infraestructura utilizada para distribuir la mayoría de los productos y servicios públicos ha seguido siendo en gran medida monopolística.[cita requerida]
Los servicios públicos pueden ser de propiedad privada o pública. Las empresas de servicios públicos incluyen las cooperativas y las empresas municipales. Las empresas de servicios públicos municipales pueden incluir en realidad territorios fuera de los límites de la ciudad o incluso puede que no sirvan a toda la ciudad. Las empresas de servicios públicos cooperativos son propiedad de los clientes que sirven. Suelen encontrarse en las zonas rurales. Los servicios públicos son sin fines de lucro.[cita requerida] Las empresas privadas de servicios públicos, también llamadas empresas de servicios públicos de propiedad del inversionista, son propiedad de los inversionistas y operan con fines de lucro, lo que a menudo se conoce como tasa de rentabilidad.
Las empresas de servicios públicos prestan servicios a nivel del consumidor, ya sea residencial, comercial o industrial. A su vez, las empresas de servicios públicos y los consumidores muy grandes compran y venden electricidad al por mayor a través de una red de RTOs e ISOs dentro de una de las tres redes, la red oriental, Texas, que es una sola ISO, y la red occidental.[cita requerida]

### Comisiones de servicios públicos
Una comisión de servicios públicos es una agencia gubernamental en una jurisdicción particular que regula las actividades comerciales relacionadas con las empresas asociadas de electricidad, gas natural, telecomunicaciones, agua, ferrocarril, transporte ferroviario y/o transporte de pasajeros. Por ejemplo, la Comisión de Servicios Públicos de California (CPUC)  y la Comisión de Servicios Públicos de Texas regulan a las compañías de servicios públicos en California y Texas, respectivamente, en nombre de sus ciudadanos y pagadores de tarifas (clientes). Estas comisiones de servicios públicos se componen típicamente de comisionados, designados por sus respectivos gobernadores, y personal dedicado que implementa y hace cumplir las normas y reglamentos, aprueba o niega los aumentos de tarifas y supervisa/informa sobre las actividades pertinentes. A lo largo de los años, varios cambios han reformulado dramáticamente la misión y el enfoque de muchas comisiones de servicios públicos. Su enfoque se ha desplazado típicamente de la regulación inicial de tarifas y servicios a la supervisión de los mercados competitivos y la aplicación del cumplimiento normativo.

## Reino Unido e Irlanda
En el Reino Unido e Irlanda, el Estado, las empresas privadas y las organizaciones benéficas gestionaban los servicios públicos tradicionales. Por ejemplo, los distritos sanitarios se establecieron en Inglaterra y Gales en 1875 y en Irlanda en 1878.
El término puede referirse al conjunto de servicios prestados por diversas organizaciones que el público utiliza en la vida cotidiana, tales como: generación de electricidad, venta al por menor de electricidad, suministro de electricidad, suministro de gas natural, suministro de agua, obras de alcantarillado, sistemas de alcantarillado y servicios de Internet de banda ancha. Están regulados por Ofgem, Ofwat y Ofcom. Los servicios de transporte comunitario para discapacitados pueden incluirse ocasionalmente en la definición. La mayoría de ellos fueron privatizados en el Reino Unido durante la década de 1980.